# Alogic 11
Alogic 11 este un film românesc din 2007 regizat de Florin Kevorkian. Rolurile principale au fost interpretate de actorii Roxana Guttman și Zoltan Butuc. Scenariul este bazat pe piesele de teatru Alogic 14 și Visurile de Nicolae Cajal.

## Prezentare
Povestea de dragoste dintre un doctor care face cercetări împotriva energiei negative și o reporteriță de război.

## Distribuție
- Zoltan Butuc
- Roxana Guttman
- Rudy Rosenfeld
- Anca Sigartău
- Radu Iacoban
- Iulia Lumânare
- Manuela Hărăbor